# Waitara
Pour pour la rivière, voir Waitara (fleuve).
Waitara est une ville de la région de Taranaki dans l'Île du Nord de la Nouvelle-Zélande.
Waitara a été le site du déclenchement des guerres Taranaki (en) en 1860 à la suite de la tentative d'achat de terres pour les colons britanniques auprès de ses propriétaires maoris.
Les différends concernant les terres qui ont ensuite été confisquées par le gouvernement se poursuivent encore aujourd'hui.

## Géographie

### Situation
Waitara est à 15 km au nord-est de New Plymouth, à proximité du trajet de la route State Highway 3/S H 3 (en).

### Population
Sa population était de 6 312 habitants lors du recensement de 2013 en Nouvelle-Zélande, en augmentation de 24 personnes par rapport à 2006.

## Toponymie
La signification communément acceptée pour le nom de Waitara est « torrent de montagne », bien que la légende maorie fasse aussi état de ce qu’il était initialement écrit Whai-tara « le chemin de la flèche ».
En 1867, le village fut appelé Raleigh, d’après Sir Walter Raleigh.
Il revint à son nom initial avec l’établissement du borough de Waitara en 1904.

## Histoire
Le roman La femme de Parihara (2011) de l’auteur maori néo-zélandais Witi Ihimaera retrace les événements historiques qui se sont déroulés dans la région de Taranaki dans les années 1840 à 1910.
Waitara fut le site des combats de la Guerre de Taranaki (en) en 1860 à la suite du souhait d’achats de terres à leurs propriétaires maoris pour l’installation des Pakeha.
Des contestations s'ensuivirent d’où la loi sur la confiscation des terres (en) promue par le Gouvernement, qui persiste jusqu’à ce jour.

### Histoire des conflits
Avant la colonisation par les européens, Waitara se situait sur la principale route terrestre entre le district du Waikato et le district de South Taranaki.
De nombreux vestiges de pas se trouvent tout le long sur les hauteurs stratégiques dans le district, indiquant une occupation étroite des terres et la possession des terrains contestées, juste avant et au moment du début de la période européenne par les diverses tribus maoris.
Les chasseurs de baleines et les chasseurs de phoques qui venaient de l’hémisphère nord, trouvèrent de l’aide et nouèrent des relations avec les maoris au début du XIXe siècle, mais le secteur fut largement évacué en 1820 et vers les années 1830, à la suite de la guerre entre les résidents des iwi (tribus) des Te Ati Awa et les tribus du nord venant de la région d'Auckland et descendant vers la région du Waikato.
Certains, parmi les Te Ati Awa furent emmenés comme prisonniers de guerre et même comme esclaves vers le Waikato, mais la plupart ont migré vers le détroit de Cook à la recherche de fusils et de biens procurés par les chasseurs de baleines et des commerçants.
Les colons Pakeha qui vinrent dans le secteur de New Plymouth (fondée en 1841), surtout dans les années 1840 puis en 1850, trouvèrent dans la région du Waitara les terres les plus fertiles parmi les terres de la côte de Taranaki grâce aux sols riches, surtout dans la partie supérieure du port.
La Compagnie de Nouvelle-Zélande dressa des plans pour la colonisation du secteur de New Plymouth et par-delà de celui du Waitara, et vendit des lots de terres aux immigrants malgré un manque de preuves de la réalité des achats préalables, qui soient légitimés de la part de la compagnie.
La compagnie proclama que les Te Ati Awa avaient ainsi abandonné les terrains et perdu leurs possessions à cause de la conquête de la région du Waikato par les Maoris eux-mêmes.
La Land Claims Commission a, plus tard, soutenu ce point de vue, mais le Gouverneur Robert FitzRoy (en fonction de 1843 à 1845) a rejeté cette opinion et le Tribunal de Waitangi fut institué en 1996 pour juger des droits des Maoris.
Des tensions entre les colons et les Maoris commencèrent au début de juillet 1842, quand les colons, qui avaient pris possession des terres au nord du fleuve Waitara furent ré-incorporés dans leurs terres.
Une année plus tard en 1843, 100 hommes, femmes et enfants Maoris s’assirent sur le chemin de surveillance pour empêcher les mensurations des terres pour leur vente.
Entre mars 1848 et novembre 1848, Wiremu Kīngi (en), le chef des Te Ati Awa, qui s’opposait fermement à la vente des terres du secteur de Waitara, retourna vers le district de Waikanae avec environ 600 hommes, femmes et enfants et quelques vivres pour reprendre possession de leurs terres.
Ils établirent des cultures de blé, avoine, maïs et pommes de terre, les vendant aux colons ainsi que pour l’exportation ; ainsi, ceux qui le suivaient, labourèrent aussi sur les fermes des colons.
Le Tribunal de Waitangi nota que le groupe prétendit posséder 150 chevaux et jusqu’à 300 têtes de bétail.

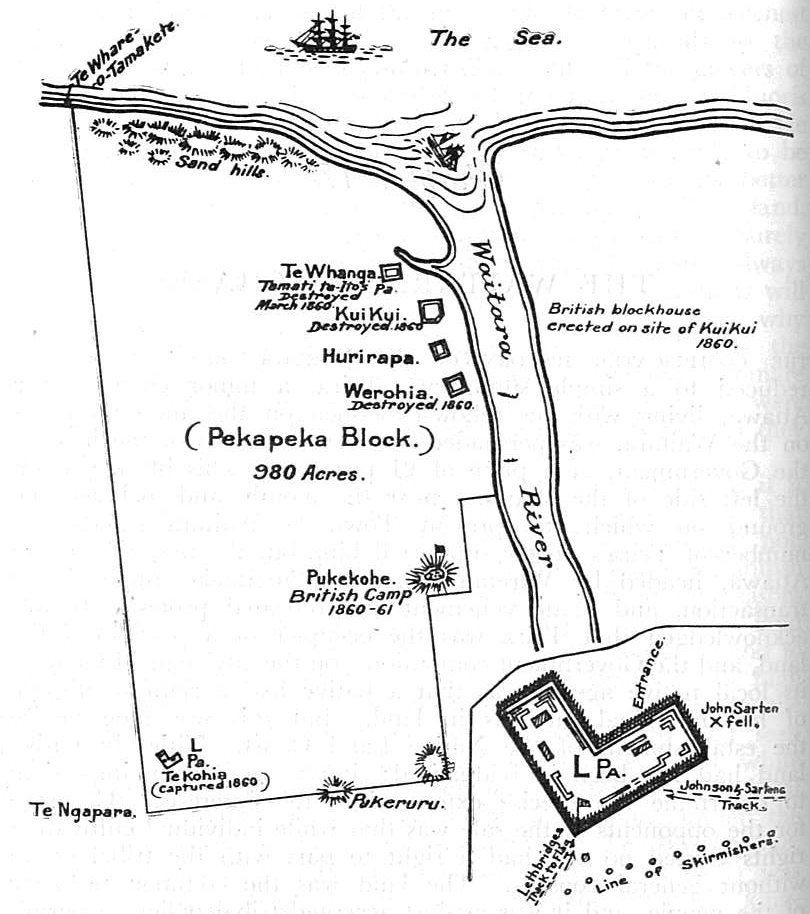
Plan des blocs contestés de Peka peka sur le site la ville actuelle de Waitara.

Toutefois, malgré l’opposition du roi, les paiements furent effectués secrètement par les agents du gouvernement, directement et individuellement aux Maoris pour des ventes prospectives de terres dans le secteur de Waitara, incitant à la violence entre ceux supportant ou s’opposant à la vente des terres.
En 1857, l’issue vint au premier plan avec l’offre à la vente de terre dans Waitara et Turangi, plus loin dans le nord, par deux Ihaia Te Kirikumara (en) individuels et un chef mineur, Pokikake Te Teira de 600 acres (soit 240 hectares) de terres du secteur de Waitara, localisées sur le côté ouest du fleuve Waitara et connu comme le « bloc Pekapeka », qui devint le point de focalisation d’une controverse entre le gouvernement colonial (représentant principalement les colons) et les Māoris, par-dessus le droit des individus à vendre les terres que les coutumes Māoris regardaient comme des possessions de la communauté.
Le conflit conduisit ultérieurement au déclenchement de la guerre dans Waitara le 17 mars 1860, quand 500 hommes de troupe commencèrent les bombardements du pā du roi Te Kohia.
Cette guerre, dans laquelle 2 300 hommes des troupes impériales s’affrontèrent à environ 1 400 Māoris, s’étendit sur 12 mois avant que le cessez-le-feu ne fut négocié.
Plus tard, durant la guerre, les campagnes comprirent la principale défaite britannique dans le cadre de la bataille de Puketakauere (en), tout près du «pā de Te Kohia», le 27 juin 1860, qui coûta la vie à 32 hommes des troupes impériales et cinq Māoris.
Une opération de sape majeure des britanniques au niveau du pā très fermement défendu de Te Arei, qui était situé en amont sur le fleuve Waitara commença en février 1861, mais fut abandonnée, quand le cessez-le-feu fut effectif le mois suivant.
Le résultat de cette opération, fut que le sergent de couleur (en) John Lucas (en) fut décoré de la Croix de Victoria.
Pour plus d’information voir première guerre de Taranaki (en)

## La confiscation des terres
En mai 1863, la seconde guerre de Taranaki (en) se déroula dans la région de Taranaki,.
Le gouvernement renonça immédiatement aux premiers achats de terres au niveau de la ville de Waitara, abandonnant toutes réclamations sur elle, et au contraire créant un plan pour la confiscation de plus grandes étendues de terres sous une nouvelle loi, supposée être une représailles pour les morts d’Oakura.
En 1865, le bloc de Pekapeka, qui avait été au cœur de la dispute initiale avec le roi Maori Kingi, fut confisqué, et dès lors retourna sous le contrôle du gouvernement sur la base du fait que Kingi était un des participants à la guerre, bien que le Tribunal de Waitangi, conclut qu’il n’y avait pas d’évidence, qu’il n’ait engagé les hostilités après 1861.
En 1884, le Gouvernement conserva comme « réserve Native » 103 000 hectares, parmi les 526 000 hectares des terres de Taranaki, qui avaient été confisquées, bien qu'en fait, les terres restèrent sous le contrôle du gouvernement.
Vers 1990, la moitié des « réserves » avaient été vendues aux colons Pakeha par le Native Trustee sans référence aux Maoris.
Le reste fut vendu aux colons, les Maoris ne recevant seulement qu’un loyer en retour.
Le bloc Pekapeka qui a été le catalyseur de la guerre de Taranaki et, par extension, la politique de la confiscation des terres, fut divisé et donné en dédommagement ou en cadeau au Conseil du Borough de Waitara et au Taranaki Harbours Board.
En 1989, les terres étant transférées au conseil du district de New Plymouth (en), qui en retour vota en mars 2004, la vente au Gouvernement avec l’intention de faire passer Te Ati Awa comme une partie des installations du Traité de Waitangi.
Ce processus fut bloqué par la 'Haute Cour' en novembre 2005 après un challenge de la « Waitara Leaseholders Association ».
Les membres de l'Association, dont chacun y gagna la propriété de sa propre maison mais Droit de superficie, les terres (préalablement confisquées) sur lesquelles elles sont situées, voulaient la possession de la terre gratuitement (en),.

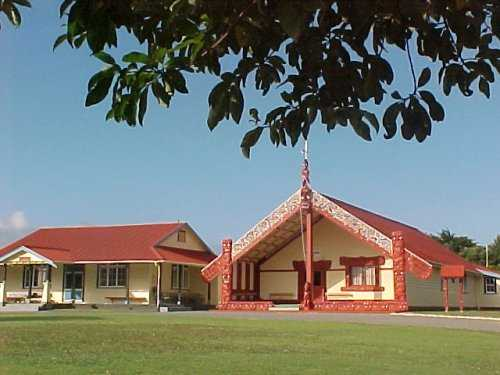
Le marae nommé Owae de Waitara.

En septembre 1990, le Tribunal de Waitangi commença à entendre 21 réclamations à propos du Traité de Waitangi concernant le district de Taranaki.
La plupart des investigations du tribunal se concentrèrent sur les évènements, qui se sont déroulés autour de Waitara de 1840 à 1859.
Le Tribunal présenta ses rapports au Gouvernement en juin 1996, notant « que la réclamation de Taranaki pourrait être la plus importante du pays.
Il n‘y en a pas d’autres où, comme ici, de nombreuses brèches dans le Traité aient eu une force équivalente et des effets sur une période aussi comparable de temps.
Pour le hapu de Taranaki, le conflit et la lutte désespérée ont été présents depuis l’arrivée des premiers colons européens en 1841.
Les Maoris de Taranaki furent dépossédés de leur terre, de leur autorité, de leurs moyens de subsistances, de leur liberté personnelle, et de leurs structures sociales.
En tant que Maori, ils furent déniés de leur droit d’autonomie, et comme sujet britannique, leurs droits civils furent retirés.
Pendant des décades, ils furent le sujet d’attaques soutenues concernant les propriétés et les personnes ».
Dans ce rapport, le tribunal observa, que comme offense envers les Maoris locaux, de nombreux noms de rues dans la ville de Waitara, honorent les architectes de la confiscation illégale des terres, comprenant en particulier l’agent en chef des achats pour la couronne Donald McLean (en), le commissaire pour les achats forcés Robert Parris, le Gouverneur Thomas Gore Browne et les officiers militaires Charles Emilius Gold et Peter Cracroft.
Il dit : « Il est de notre point de vue nécessaire que le changement des noms soit réalisé.
C’est quand les leaders tels que Kingi, qui comprirent l’importance des prérequis pour la paix, que seront exprimés de façon identique sur les terres et implantés dans la conscience du public, que ces noms cesseront de marquer la conquête de Waitara et que la guerre prendra fin ».
En novembre 1999, le Gouvernement de la Nouvelle-Zélande signa un protocole d’accord avec les Te Ati Awa pour établir ces revendications : un processus, qui pourrait aboutir à fournir une compensation financière et une apologie pour la confiscation des terres.

## Histoire économique
(juin 2023).
Le contenu est difficilement compréhensible vu les erreurs de traduction, qui sont peut-être dues à l'utilisation d'un logiciel de traduction automatique.
Le premier port de la région de Taranaki pour s’engager dans le commerce international fut situé à Waitara, dès l’année 1823, quand la barque William Stoveld jeta l’ancre dans l’embouchure de la rivière et que le commerce commença avec les Maoris.
Avec l’établissement de la congélation industrielle de la viande (en) en 1872, le port du fleuve devint même le port le plus important de la Province.
Toutefois, le fleuve présente une barre à son entrée, qui n’est franchissable qu’à marée haute.
Avec le développement des brise-lames au niveau du port de New Plymouth, et surtout le développement du chemin de fer en direction de la ville de New Plymouth, l'importance du port de Waitara commença à diminuer.
La construction de la ligne de chemin de fer de la branche de waitara (en) entre la ville de Waitara et celle de New Plymouth commença en août 1873.
À l’époque, où la ligne ouvrit, le 14 octobre 1875, la ville avait un conseil du port, deux maisons d’édition, une fabrique de savon et de chandelles, une fonderie, un chantier de construction de bateaux, deux brasseries, une usine de cardage de la laine et une tannerie.
À partir de 1887, l’économie de Waitara devint dépendante de la congélation de la viande pour le commerce et de la place essentielle de la Grande-Bretagne, surtout des pays de l’Asie, depuis la création du Marché commun européen.
Excepté pour les toutes premières cargaisons parties de Waitara, la viande congelée fut d’abord transportée au port de New Plymouth par le rail, avant d’être exportée.
En 1902, la société Thomas Borthwick and Sons (Australasia) Ltd, une filiale d’une compagnie anglaise, acheta l’installation de la Waitara Freezing and Cold Storage Company de Waitara.
Jusqu’en 1998, l’usine de congélation employant entre 1 000 et 1 500 ouvriers, était de loin le plus important employeur de la ville, qui avait alors une population de 3 000 à 5 000 habitants.
En 1990, Borthwicks vendit les installations de Waitara à la société AFFCO Holdings (en).
En 1995, l’AFFCO ferma les usines de Waitara avec des conséquences sévères en perte d’emplois pour la ville.
La chute fut suivie de la fermeture de l’usine de vêtements de Swanndri (en), une usine d’assemblage de la marque Subaru d’échelle réduite, mais avec une importance locale significative et l’usine de cardage de la laine.
Le nombre de sans-emplois de la ville grimpa de 700 à 1 000 personnes, aidant à booster le taux de chômage de la région de Taranaki, qui comprend New Plymouth et Waitara, atteignant les 9,8 %, comparés avec la moyenne nationale, qui est de 6,7 %.
La perte du travail affecte les ouvriers Maoris de façon disproportionnée du fait qu’ils sont lourdement représentés dans le secteur des travailleurs de force.
Les Maoris sont plus concernés que les non-Maoris à vivre dans des situations de privations.
Après la fermeture dans la ville de Waitara, de la majorité des bâtiments impliqués dans la congélation de la viande, ceux-ci furent démolis, avec des changements significatifs dans l’aspect de la ville (tous les secteurs à droite sur le côté le plus éloigné des berges de la rivière sur l’image de Waitara ci-dessous, étaient le site des usines de congélation).

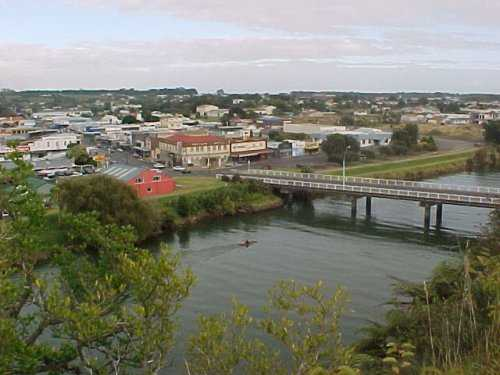
Aspect de Waitara et le fleuve Waitara.

La société ANZCO Foods Group construisit ensuite une usine pour la fabrication de charcuterie (en) telles que du salami, des saucisses et des galettes de hamburger sur le site de l’usine de congélation.
Toutefois, AFFCO alla en justice pour imposer une exclusivité pour 20 ans à venir, qui restreint la possibilité d’installation pour des processus concernant la viande, mais aussi d’autres d’activités associées sur le site.
Il obtint un succès à la fois au près de la High Court et de la Cour d’Appel en empêchant l’ouverture d’une nouvelle usine, bien qu’une filiale d’ANZCO, soit autorisée à continuer de faire fonctionner les installations de congélation et de stockage au froid à cet endroit.
Les deux compagnies sont dites avoir atteint un accord.
L’usine ANZCO fonctionne maintenant sur ce site et est devenu l’un des principaux employeurs de la ville.

## Conséquences sur l’environnement
L’usine de congélation a été l’élément structurant de l’économie de Waitara, sur plus de 75 ans mais l’usine a aussi déversé du sang, des boues et autres effluents provenant des chaînes d’abattage, des chaînes de production, et des tanneries, directement dans le fleuve Waitara à moins de 3 km de la mer, bien en dedans de la zone de marée, même après qu’un déversement plus loin dans l’océan a été construit en collaboration avec le conseil de la ville sous forme d’un système d’égouts.
Le Tribunal de Waitangi a eu à entendre à propos de Waitara, les évidences données par les Maoris locaux que « …l'association historique avec la ligne de côte dans ce secteur et la dépendance vis-à-vis des ressources de la mer, était nécessaire pour leur fournir l'alimentation à laquelle ils étaient habitués depuis de nombreux siècles … aussi la contamination de l’un des récifs a pu priver l'hapu, qui était traditionnellement attaché aux ressources alimentaires de la mer, qu’ils tiraient de la présence du récif ».

## Activité économique actuelle
Une importante installation pétrochimique est maintenant la plus importante activité industrielle de Waitara.
L’usine de la vallée de Waitara est destinée à la production de méthanol à partir du gaz naturel (à raison d’environ 1 500 tonnes par jour).
L’usine de Motunui, initialement conçue pour produire de l'essence synthétique à partir du méthanol fut modifiée pour produite des formes chimiques particulières de méthanol pour l’exportation.
Le coût élevé de la production de pétrole synthétique et le faible prix du marché font que ce process n’est pas actuellement [Quand ?] rentable.
La société Motunui a aussi deux importantes structures consacrées au bois dans l’hémisphère sud et qui sont les plus grandes en taille, n’importe où dans le monde excepté le temple Bouddhiste de Tōdai-ji de Nara, au Japon.
L’usine de Motunui fut fermée en décembre 2004, et redémarrée en 2008.
Une installation onshore de production pour le champ pétrolier de champ pétrolier de Pohokura (en) a été construite immédiatement à côté.
La ville continue d’être un centre de service pour les fermes du secteur, en particulier pour le nord et le nord-est.
L’agriculture dans la zone de drainage de Waitara comprend de l’élevage laitier, de l'élevage de bétail bœufs pour la viande, de moutons à la fois pour la viande et la laine, des fruits, essentiellement des kiwis et d'autres productions d'horticulture comprenant des arbres et des arbustes, mais aussi des poules pour la viande et les œufs.

## Éducation
- L'école secondaire de Waitara (en) est la seule école secondaire (allant de l'année 9 à 13) de la ville de Waitara avec un effectif de 343 élèves[15].

L’école a célébré son 60e anniversaire en 2007.
- L'école Manukorihi Intermediate est une école intermédiaire (allant de l'année 7 à 8) avec un effectif de 196 élèves[17]. Elle a célébré son 25e jubilé en 1999[18].
- L'école Waitara Central School et Waitara East School sont des écoles qui contribuent au primaire (allant de l'année 1 à 6), avec des effectifs, respectivement de 116 élèves[19] et 251 élèves[20].

L’école Waitara Central a célébré son 125e anniversaire en 2000.
- L'école St Joseph's School est une école assurant tout le primaire (allant de l'année 1 à 8), avec un effectif de 161 élèves[22].

C'est une école catholique intégrée au service public.
Toutes ces écoles sont mixtes.

## Personnalités locales
Le rugbyman néo-zélandais Luke McAlister est originaire de cette ville.

#### Travaux historiques généraux
- (en) 1875-1950 Waitara school 75th jubilee: history of school and district, n.p., n.p., vers 1950
- (en) Waitara: 50th anniversary of borough, 1904-1954, New Plymouth, [N.Z.], Taranaki Daily News, 1954
- (en) The wonder book of Taranaki: containing photographic reproductions of a selection of Taranaki’s scenic beauties; illustrations and descriptions of the principal towns, New Plymouth, Hawera, Stratford, Eltham, Inglewood, Waitara, Patea, and Opunkae; descriptive articles on Taranaki’s splendid motor highways, overseas shipping facilities of the province, features of the dairy industry, fertilizer works in Taranaki, educational advantages, hydro-electric power, forestry enterprise, etc., etc., New Plymouth, [N.Z.], Thos. Avery & Sons, 1927.
- (en) Ada C. Alexander, Waitara: a record, past and present, Waitara, [N.Z.] ; New Plymouth, [N.Z.], Waitara Borough Council ; Taranaki Newspapers, 1979.
- (en) D. P. Fraser et S. Pigott, A town called Waitara: once known as Raleigh, Waitara, [N.Z.], D. P. Fraser & S. Pigott, 1989.
- (en) D. P. Fraser, Waitara, Waitara, [N.Z.], D. P. Fraser, 1989.
- (en) Betti M. Johnston, Waitara and its tributary region the study of a town-country community in North Taranaki [M.A.(Hons.), Canterbury University College, 1947.
- (en) Shona Wright, Clifton: a centennial history of Clifton County, Waitara, [N.Z.], Clifton County Council, 1989 (ISBN 0-473-00617-0).

#### Économie
- (en) Methanol from Taranaki, New Plymouth, [N.Z.], Taranaki Newspapers, 1984
- (en) The Petralgas Chemical Methanol plant, New Plymouth, [N.Z.], Petralgas Chemicals NZ Ltd., 1985
- (en) Jonathan KP Marshall, Business 229 Financial Services, Personal Financial Services Group, National Office, [N.Z.], 1991
- (en) Martin Berthold, Appendix one, fleet list: Bayly, Ogle & Co., Waitara: Mokau Steamship Co.: A.W. Ogle, manager, Sanson, [N.Z.], M. Berthold, vers 1999 (ISBN 0-473-05891-X).
- (en) Margaret de Jardine, The little ports of Taranaki: being Awakino, Mokau, Tongaporutu, Urenui, Waitara, Opunake, Patea, together with some historical background to each, New Plymouth, [N.Z.], M. de Jardine, 1992 (ISBN 0-473-01455-6).
- (en) Peter T. Murphy, BNZ Waitara, a century of service 1876-1976, Wellington, [N.Z.], BNZ Archives, 1976.

#### Églises

##### Anglicane
- (en) Ada C. Alexander, St John the Baptist, Waitara: centenary, 1876-1976, New Plymouth, [N.Z.], Taranaki Newspapers, 1976.

##### Catholique
- (en) Patrick V. Bradford, St. Joseph’s Parish, Waitara: a history of the Catholic faith: 25th jubilee, 1975, Waitara, [N.Z.], St. Joseph's Parish, 1975

##### Église de la croisée des chemins
- (en) Jonathan KP Marshall, Crossroads Church, Waitara, [N.Z.], The Church, 2004

##### Méthodiste
- (en) David Musker et Rosemary (comps.) Whittaker, Waitara Methodist Church, 125th jubilee, 1875-2000, Waitara, [N.Z.], Villa Photographic, 2000 (ISBN 0-473-07686-1)
- (en) Allan K. Surrey, A centennial survey of the Waitara Methodist Church, 1875-1975, Waitara, [N.Z.], A. Surrey, 1977

##### Presbytérienne
- (en) L. D. Hodge, Knox Presbyterian Church Waitara, Waitara, [N.Z.], The Church, 1989

#### Clubs et organisations
- (en) Clifton Park Bowling Club: 50th jubilee commemorative history, 1938-1988, Waitara, [N.Z.], The Club, 1988
- (en) Rotary Club of Waitara: district 994 - New Zealand: club history 1957-1982, New Plymouth, [N.Z.], Dorset Print, 1982
- (en) Pauline M. Crow et Dennis G. Crow, Waitara Volunteer Fire Brigade 75th jubilee, 1910-1985, Waitara, [N.Z.], The Brigade, 1985
- (en) Charles Summers, Clifton Rugby Club centennial 1880-1980, Waitara, [N.Z.] ; New Plymouth, [N.Z.], Clifton Rugby Football Club, 1980 ; Taranaki Newspapers, 1980
- (en) Grace Thrush, Clifton Rowing Club: a centennial history 1888-1988, Waitara, [N.Z.], The Club, 1988

#### Maori
- (en) Report findings and recommendations of the Waitangi Tribunal on an application by Aila Taylor for and on behalf of Te Atiawa Tribe in relation to fishing grounds in the Waitara district, Wellington, [N.Z.], The Tribunal, 1983
- (en) Roger S. Duff, The Waitara swamp search [Records of the Canterbury Museum vol. VII, no. IV], Christchurch, [N.Z.], Canterbury Museum, 1961
- (en) Geoff Minchin, The art of the carver, New Plymouth, [N.Z.], Taranaki Herald, 1967
- (en) Smith Lee, The Maori language in Waitara / Purongorongo whakamohio ma nga kaiuru ki te toronga tuatahi, 1973-1978 [Information bulletin (Survey of Language Use in Maori Households and Communities) ; 75], Wellington, [N.Z.], New Zealand Council for Educational Research, 1983

#### Personnalités
- (en) Genealogies and collected histories: collection of the late Clifford Arnold Perrett, 3 Aug 1931 - 28 Oct 2003, Waitara, [N.Z.], Waitara History Project Group, 2004
- (en) Raymond M. Hunt, Hunt family tree: Charles, Sarah, 1853, 15th May, "Alma", 1857, Waitara, [N.Z.], R.M. Hunt, c. 1997
- (en) Raymond M. Hunt, A family tree Hunt, Waitara, [N.Z.], R.M. Hunt, 2002 (ISBN 0-473-09332-4)
- (en) Erin Potroz, Dr Edward Jonathon Goode, 1848-1936, Waitara, [N.Z.], Erin Potroz, 1999
- (en) Andrea Waite et Carolyn Sarten, Tom & Betsy Longstaff and descendants, 1827-1990, Waitara, [N.Z.], Longstaff Family Reunion Committee, vers 2000.

#### Écoles
- (en) 1875-1950 Waitara school 75th jubilee: history of school and district, n.p., n.p., vers 1950.
- (en) Twenty-fifth jubilee of Waitara High School, 1947-1972, Waitara, [N.Z.] ; New Plymouth, [N.Z.], Waitara High School Jubilee Committee ; Taranaki Newspapers, 1972.
- (en) Waitara Central School centenary, 1875-1975: souvenir booklet, 16th, 17th, 18th, May 1975, Waitara, [N.Z.], Jubilee Committee, 1975.
- (en) Waitara High School jubilee, 1947-1997, Waitara, [N.Z.], Waitara High School Jubilee Committee, 1997 (ISBN 0-473-05019-6)
- (en) Judi-Lee Wellington et Marion E. (eds.) Wellington, Waitara West School, Waitara Public, Waitara Primary, Waitara District High School, Waitara Central 125th Jubilee, 1875-2000, Waitara, [N.Z.], Waitara Central School, 2000.
- (en) Valerie J.(ed.) Young, 75th jubilee magazine: Waitara St. Patrick’s - St. Joseph’s School, 1912-1987, Waitara, [N.Z.], St. Patrick’s - St. Joseph’s Jubilee Committee, 1988.